# ۱۳ آدم‌کش (رمان)
۱۳ آدم‌کش (به ژاپنی: 十三人の刺客 じゅうさんにんのしかく)، یک رمان تاریخی ژاپنی است که توسط یوئیچیرو اوگورا بر پایه ایده‌های نویسنده آثار تاریخی شوایچیرو ایکه‌میا و سناریوی نوشته شده توسط او در ۱۳ آدم‌کش (فیلم ۱۹۶۳)، است.
این رمان اصلی است که فیلم ۱۳ آدم‌کش (فیلم ۲۰۱۰)بر اساس آن ساخته شده و در پاییز ۲۰۱۰ اکران شد. این اثر بر اساس سناریوی اصلی قبلی نوشته شده است.
نویسنده این رمان یوئیچیرو اوگورا در سال ۱۹۴۶ در استان شیزوئوکا متولد شد. فارغ‌التحصیل دانشکده حقوق دانشگاه واسدا است. پس از کار به عنوان ویراستار مجله در یک شرکت انتشاراتی، نویسنده شد. او در بخش ویراستاری مجلات کار می‌کند و در اولین آثار نویسندگانی مانند کیچیرو ریو و شوایچیرو ایکه‌میا نقش داشته است. این رمان همچنین اولین رمانی از او است که با رمان‌نویسان دوره‌ای و تاریخی همکاری داشته است. وقتی سناریوی فیلم به رمان تبدیل شد، تغییرات متعددی در نام شخصیت‌ها، صحنه‌پردازی و طرح داستان ایجاد شد.
علاوه بر این اثر، رمانی از بازسازی فیلم «سیزده قاتل» نوشته نائوکی آوایشی ja:大石直紀 توسط شوگاکوکان بونکو ja:小学館文庫 در اوت ۲۰۱۰ منتشر شد.

## خلاصه داستان
پانزدهمین سال از دوره تنپو. یک سامورایی در مقابل دروازه محل اقامت دوی توشیتسورا، سیاستمدار ارشد، مرتکب سپوکو می‌شود. سامورایی مورد نظر «مامیا زوشو»، یکی از بزرگان ادو در قلمرو آکاشی بود. او در حالی که به ظلم و ستم ارباب فئودال، ماتسودایرا ناریکوتو، اعتراض داشت، از شدت خشم اقدام به سپوکو کرد. ناریکوتو برادر کوچکتر شوگون فعلی، دوازدهمین شوگون توکوگاوا ایه‌یوشی، بود و اگرچه داستان‌های فسق و فجور او در بین مردم رواج داشت، اما هیچ‌کس آن را به گوش شوگون نمی‌رساند. در آن زمان، به درخواست شوگون، که چیزی در مورد آن نمی‌دانست، تصمیم گرفته شد که ناریوشی به عنوان مشاور ارشد منصوب شود.
دوی توشیتسورا برای اصلاح مسیر حکومت، تصمیم به ترور ماتسودایرا ناریکوتو می‌گیرد. مردی که برای اجرای این نقشه انتخاب می‌شود، هاتاموتو (سامورایی) «شیمادا شینزائمون» بود. در همین حال، «هانبی کیتو»، یکی از اعضای حکومت قلمرو آکاشی که سعی در محافظت از ناریکوتو دارد، دوست صمیمی شینزائمون است. این داستان نتیجه نبردی را به تصویر می‌کشد که در آن دو دوست تمام هوش و ذکاوت خود را برای پیروزی به کار می‌گیرند.

## شخصیت‌ها

### ۱۳ آدمکش
شیمادا شینزامون 島田新左衛門（しまだ しんざえもん）
مه‌تسوکه (بازرس). یک هاتاموتو با درآمد ۷۵۰ ککو. او شاگرد دوجوی آساریگاشی موموی و از تمرین‌کنندگان سبک کیوشین آکچی است. او در ابتدا یک گوشوین-بان بود و بعدها به ریاست شوین-بان ارتقا یافت. شمشیر مورد علاقه او شمشیری محکم به ابعاد ۲ شاکو ۳ سان ۵ بو است که توسط شمشیرساز میکه تنتا از ولایت چیکوگو ساخته شده است.
پس از کشتن ماتسودایرا سانه‌نوری، او توسط هانبی با ضربات چاقو به قتل رسید.
ساهه‌ایتا کوراناگا倉永左平太（くらなが さへいた）
رئیس گروه متصدی ارشد. او شیمادا را ده سال است که می‌شناسد و یک زیردست توانمند و رعیت مورد اعتماد است. استاد شمشیرزنی سبک اونو-ها ایتوریو و یک سامورایی با مواجب ۲۰۰ ککو. او در اوایل زندگی همسرش را از دست داد و به عنوان یک بیوه و بدون فرزند زندگی کرد.
شینروکورو شیمادا 島田新六郎（しまだ しんろくろう）
برادرزاده شینزائمون (پسر خواهر بزرگترش) و سومین پسر یک سامورایی. او استاد سبک شمشیربازی جیکیشینکاگه-ریو و شاگرد دوجوی اتوکودانی در کامه زاوا-چو بود. او در حال حاضر در خانه یک گیشا به نام کوئن زندگی می‌کند.
ریهی ایشیزوکا 石塚利平（いしづか りへい）
یک خدمتکار جوان که دو نسل به خانواده شیمادا خدمت کرده است. در طول نبرد، شریان کاروتید او بریده شد و پس از خدمت به عنوان پیام‌رسان شینزائمون، درگذشت.
هیرایاما کوجورو 平山九十郎（ひらやま くじゅうろう）
یک رونین و استاد شمشیرزنی که در موموی دوجو با شینزائمون آشنا شد. وقتی با هانبی درگیر می‌شود، شمشیرش می‌شکند و شکست می‌خورد.
گونجیرو میتسوهاشی 三橋軍次郎（みつはし ぐんじろう）
رئیس گروه اومیناتو متسوکه. ۳۲ ساله. او از آشنایان قدیمی شینروکورو است و اگرچه آنها به دوجوهای مختلفی می‌روند، اما هر دو سبک جیکیشینکاگه-ریو را تمرین می‌کنند. او با سامورایی‌های آکاشی جنگید و در نبرد کشته شد.
موسوکه اوتاکه 大竹茂助（おおたけ もすけ）
مسئول بازرسی. ۲۶ ساله. او با نیزه‌ای که هانبی پرتاب کرد، به سیخ کشیده شد و به اولین نفر از قاتلانی تبدیل شد که در نبرد کشته شدند.
یاسوکیچی هیوکی 日置八十吉（ひおき やそきち）
مسئول بازرسی. ۲۳ سالشه.
گننای هیگوچی 樋口源内（ひぐち げんない
پبش‌کار/اوکوبیتوی بازرس (御小人 おこびと  اوکوبیتو به معنی کسی که در خدمت خانواده‌های اشرافی بودند و کارهای خانه و نگهبانی را بر عهده داشتند.). ۳۳ ساله. او توسط هانبی تا سر حد مرگ ضربه خورد.
یاهاچی هوری 堀井彌八（ほりい やはち）
پبش‌کار/اوکوبیتوی بازرس. یکی از زیردستان میتسوهاشی. ۲۹ ساله. دست راستش قطع شد و متعاقباً درگذشت.
هیزو ساهارا 佐原平蔵（さはら へいぞう）
یک رونین از ولایت موساشی. دوست هیرایاما. یکی از تمرین‌کنندگان سبک هنرهای رزمی شینتو مونن ریو. پس از نبردی شجاعانه، در نبردی کشته شد.
اوگورا شوجیرو 小倉庄次郎（おぐら しょうじろう）
پسری جوان و خوش‌قیافه که چشمانی خونسرد دارد. والدینش قبلاً فوت کرده بودند. یکی از شاگردان هیرایاما کیوجیرو. پس از اینکه کیوجورو در نبرد کشته شد، با شمشیر یک سامورایی آکاشی به قتل رسید.
کویاتا کیگا 木賀小弥太（きが こやた）
پسر یک سامورایی محلی از اوکوته. او با پدرش فرار کرد و در خانه توکوبی زندگی کرد. همه آنها به یکباره به هم می‌پیوندند تا توسط توکوبی به عنوان اعضای کامل شناخته شوند. در حین مبارزه، او به شدت مجروح می‌شود و مچ دست راستش قطع می‌شود، اما به لطف کمک‌های اولیه ریپی زنده می‌ماند.

### افراد مرتبط با قاتلان
دوی اوینوکامی توشیتسورا 土井大炊頭利位（どいおおいのかみとしつら）
روجوی (مشاور ارشد و سطح بالا)
ایشیزوکا هیئمون 石塚平右衛門（いしづか へいえもん）
پدر ریهی. به دلیل کهولت سن، او نتوانست به جمع قاتلان بپیوندد.
کوئن 小えん（こえん）
گیشا از یاناگیباشی (رودخانه کاندا). دوست دختر شینروکورو.

### دامنه آکاشی
- ماتسودایرا ناریکوتو، （松平斉宣 まつだいら なりこと） در فیلم نام این ارباب به ماتسودایرا ناری‌تسوگو (松平斉韶 まつだいら なりつぐ) تغییر داده شده است.

کوچک‌ترین برادر شوگون دوازدهم توکوگاوا ایه‌یوشی. او توسط خاندان ارباب آکاشی به فرزندی پذیرفته شد و قلمرو آکاشی در ولایت هاریما را به همراه ۱۰۰٬۰۰۰ ککو زمین به ارث برد.
اگرچه او مردی بود که شایعات مربوط به استبدادش همواره مطرح بوده است، اما از آنجا که از نوادگان خاندان توکوگاوا بود، پیش از آنکه اعضای شوگون‌سالاری فرصتی برای مطلع کردن شوگون از اقداماتش داشته باشند، به عنوان روجوی بعدی انتخاب شد.
- هانبی کیتو 鬼頭半兵衛（きとう はんべえ）

دوست دوران کودکی شیزائمون، و یک دانش‌آموز در شوهیزاکا گاکومونجو Shoheizaka Gakumonjo و موموی دوجو Momoi Dojo. او زمانی زیردست اشراف بود و ۳۰ ککو مقرری می‌گرفت بعدها با مشاور ارشد آن زمان، میزونو تاداناری، آشنا شد و هنگامی که ماتسودایرا ناریکوتو توسط خاندان ارباب آکاشی به فرزندی پذیرفته شد، به عنوان یک رعیت زیردست به او خدمت می‌کرد. در آن زمان، او خزانه‌دار شد و ۱۰۰۰ ککو دریافت می‌کرد. بلافاصله پس از اینکه شینزائمون را در نبرد نهایی کشت، توسط «ساهه‌ایتا کوراناگا» که به سرعت به محل حادثه رسیده بود، با ضربات چاقو کشته شد.
آساکاوا جودایو 浅川十太夫（あさかわ じゅうだゆう）
متصدی ارشد قلمرو آکاشی. او قصد دارد جایگزین هانبی به عنوان خزانه‌دار شود.
جنشیرو دگوچی 出口源四郎（でぐち げんしろう）
یک سامورایی جوان که ملازم شخصی است. وقتی او سعی می‌کند هیوکی یاسوکیچی را دستگیر کند، در عوض توسط هیرایاما مورد ضرب و شتم قرار می‌گیرد.
کاکوما سانادا 仙田角馬（せんだ かくま）
یک سامورایی جوان که ملازم شخصی است. وقتی او سعی می‌کند هیوکی یاسوکیچی را دستگیر کند، در عوض توسط هیرایاما مورد ضرب و شتم قرار می‌گیرد.
هایاتو نیوا 丹羽隼人（にわ はやと）
یکی از خادمان ارشد قلمرو آکاشی.
تاچو اونو 大野多仲（おおの たちゅう）
یکی از خادمان ارشد قلمرو آکاشی.
تانومو کویزومی 小泉頼母（こいずみ たのも）
مقام ارشد قلمرو آکاشی.
مامیا زوشو 間宮図書（まみや ずしょ）
از مقامات قلمرو آکاشی. او در مقابل خانه دویی توشیتسونه مرتکب سپوکو شد تا به ظلم و ستم سادایوکی اعتراض کند.

### اُواری
یوکیه ماکینو 牧野靭負（まきの ゆきえ）
کیسو شهر آگه‌ماتسو بازرس مستقر در اُواری. او به خاطر ظلم و ستم ارباب ناریتوکو پسر بزرگش، یاسومه، و عروسش، چیو، را از دست داد.

### اهالیاوچی‌آی-جوکو
سانشویا توکوبئه 三州屋徳兵衛（さんしゅうやとくべえ）
کدخدای روستا، اوچی‌آی-جوکو. تمام اهالی این توقفگاه جاده‌ای در ترور ناریوکی همکاری کردند. شینزائمون، نبردی سرنوشت‌ساز را در اوچی‌آی-جوکو در ولایت مینو برنامه‌ریزی می‌کند و به برادرزاده‌اش شینروکورو می‌گوید که تمام این دهکده /توقفگاه جاده‌ای را بخرد و به هر یک از ۷۵ خانوار ساکن در اوچیای-جوکو ۵۰ ریو (سکه طلا)، که در مجموع ۳۷۵۰ ریو می‌شود، بپردازد. با ارزش امروز، تقریباً ۵۰۰ میلیون ین می‌شود. البته، همه این‌ها توسط مغز متفکر تأمین مالی شده بود، بنابراین شینروکورو بلافاصله با کدخدای روستا مذاکره کرد و به محض رسیدن به توافق، همه ساکنان بیرون رانده شدند و جوخه ترور کنترل امور را به دست گرفت.
کایو 加代（かよ）
تنها دختر سانشویا توکوبئه. او با کیگا کویاتا در رابطه است.

## مضمون داستان
هسته اصلی این داستان دربارهٔ یک رئیس بزرگ است که از قدرت خود برای انجام هر کاری که می‌خواهد استفاده می‌کند، اما در عین حال، او هنوز یک رئیس است و بنابراین زیردستانانی دارد که حاضرند جان خود را برای خدمت و محافظت از او به خطر بیندازند. ۱۳ عضو جوخه ترور (طرف قهرمانان داستان) البته قهرمانان عدالت هستند که حاضرند جان خود را برای محافظت از مردم فدا کنند، اما نکته کلیدی این است که افرادی که با آنها می‌جنگند به هیچ وجه شرور نیستند.
سیزده جنگجوی زبده و جنگجویان مدافع که از یک ارباب فئودال بی‌فایده محافظت می‌کنند با تمام توان خود خواهند جنگید. روح سامورایی هر دو مرد، در دو سوی این مبارزه خود را نشان می‌دهد. شخصیت‌های سطح پایین‌تر به طور کامل به تصویر کشیده نشده‌اند، اما جذابیت قهرمانانه آنها به عنوان یک جوخه انتحاری هنوز وجود دارد.
تفاوت عمده بین این داستان و هفت سامورایی این است که در حالی که دومی دیدگاهی انسان‌گرایانه دارد و داستان «رونین‌هایی که برای دهقانان در دوره جنگ‌های داخلی ژاپن می‌جنگند» را روایت می‌کند، «سیزده آدمکش» یک «درام سیاسی است که در دوره شوگون‌سالاری توکوگاوا، زمانی که دیگر جنگی وجود نداشت، دربارهٔ ترور برادر کوچکتر شوگون» اتفاق می‌افتد. این موضوع، فضای حاکم بر اعتراض‌های آنپو دوران پس از اعتراضات مربوط به پیمان امنیتی ۱۹۶۰ را منعکس می‌کند. موضوع «ترور یک مقام دولتی» کاملاً سیاسی است.